# P-n átmenet

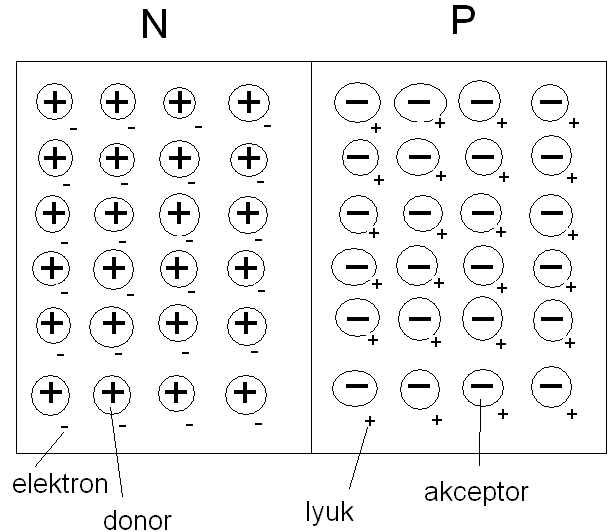
PN átmenet szemléltetése

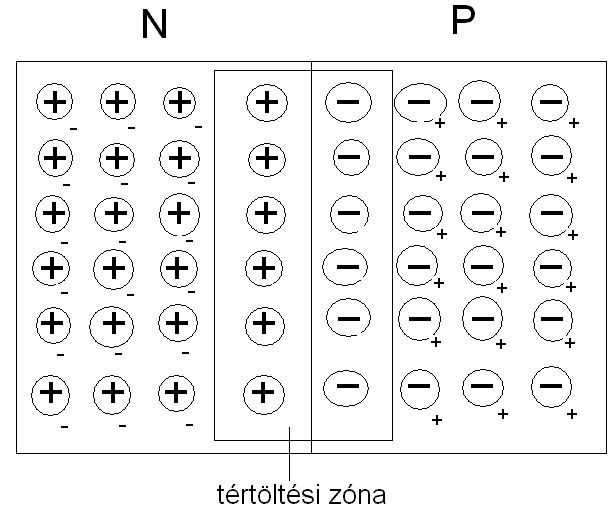
Tértöltési zóna kialakulása a PN átmenet mentén

A p-n átmenet egy n típusú és egy p típusú félvezető találkozásánál alakulhat ki. Mivel az átmenet két oldalán eltér a félvezetőpolaritás, ezért más-más lesz a többségi töltéshordozó. Az n típusú oldalon az elektronok, a p típusú oldalon az elektronlyukak vannak többségben. A két anyagi tartomány közötti elektromos kontaktus kialakulása hatására mindkét oldalról töltéshordozók áramlanak a másik oldalra, és részben semlegesítik egymást. Ennek következtében a határfelületen egyensúlyi állapotban töltéshordozóban szegény kiürített tartomány alakul ki.

## A két félvezetőtípus
A p-n átmenet például kialakítható úgy, hogy egy félvezető kristály különböző tartományait eltérő szennyezőatomokkal adalékolják, azaz dópolják. 
- N-típus esetén a félvezető anyagát a gyártás során elektrontöbblettel rendelkező anyaggal dópolják, ezért ott negatív töltéstöbblet alakul ki (ezért hívjuk n típusúnak). Mivel a szennyezőatom ebben az esetben szabad elektront ad a mátrixhoz, ezért a szennyezőt donornak nevezzük. Ez szilícium esetén lehet például foszfor, ami 5 vegyértékelektronnal rendelkezik, melyből 4 vesz részt a kötésben, az 5. pedig szabad elektronként a vezetési sávba juthat.

- P-típus esetén a félvezetőt elektronhiánnyal rendelkező anyaggal dópolják, ezért ott a negatív töltések hiánya, illetve a szilárdtestfizikai interpretáció szerint elektronlyuk típusú töltéshordozók túlsúlya alakul ki. Mivel a szennyezőatom elektronokat vesz fel a mátrixból (tehát elektronlyukakat kelt), ezért akceptornak nevezzük. Például a bórnak 3 vegyértékelektronja van, mely a szilíciuménál eggyel kevesebb, így a bórral dópolt szilíciumban elektronlyukak alakulnak ki, melyek a vegyértéksávba juthatnak.

Egy p- vagy n típusú félvezetőnek aránylag jó a vezetőképessége, azonban az átmeneti réteg nem vezet. Ezt a nem vezető réteget kiürülési tartománynak nevezik. Ez azért jön létre, mert a két réteg töltéshordozói (n-típusnál az elektronok, p-típusnál az elektronlyukak) kölcsönhatásba léphetnek egymással és rekombinálódhatnak. Az elektron és a lyuk találkozásakor ilyen egyszerű esetben az elektron betölti a lyukat és mindkettő megszűnik. A kiürített tartomány segítségével érdekes elektronikai alkalmazásokat lehet megvalósítani. 
Többségi töltéshordozónak az adalékolt anyagnak többségben részt vevő töltéshordozóit nevezzük (tehát n-típus esetén ezek elektronok, míg p-típus esetén az elektronlyukak). A kisebbségi töltéshordozók pedig a másik csoport (n-típus esetén elektronlyukak, p-típus esetén elektronok).

## P-n átmenetek felépítése és működése
Ha egy n- és egy p típusú réteget rakunk egymás mellé, akkor az adalékoló atomok eloszlása megváltozik. A p-n átmenet a két különböző adalékolású anyag határán jön létre, és csak néhány mikrométer vastagságú. A két réteg érintkezésénél a töltéshordozók koncentrációkülönbsége miatt a töltések diffúziója indul meg.
A koncentráció különbség miatt a p oldalról az n oldalra megindul a részecskék vándorlása diffúziós áram, és középen, a tértöltési zónában rekombinálódnak. Miután a szabad töltések elvándoroltak, a helyhez kötött töltések egy E diffúziós potenciált hoznak létre. A kisebbségi töltéshordozók pedig driftáramot hoznak létre a kiürített részbe való vándorlással. Ezek között energiaegyensúly alakul ki. Először a p-n átmenet közvetlen közelében lévő többségi töltéshordozók áramlanak a másik oldalra és rekombinálódnak. Ebből viszont az következik, hogy a PN átmenet két oldalán kialakul a kiürített tartomány, amelyből a töltéshordozók elfogytak.
Az elektromos erőteret létrehozó tértöltés-tartomány két oldalán kialakul egy belső potenciálgát, amit UD diffúziós feszültségnek, általánosabban kontaktpotenciálnak nevezünk. A diffúziós potenciál a p-oldalon negatív, az n-oldalon pozitív potenciált hoz létre. A két oldal közti teljes potenciálkülönbséget nevezzük diffúziós potenciálnak. Germániumnál az UD= 0,1 – 0,2 V míg szilíciumnál UD= 0,6 – 0,7 V.

## Előfeszítés

### Nyitóirányú előfeszítés
Azt nevezzük nyitóirányú előfeszítésnek, amikor a p típusú részre pozitív, az n típusú részre pedig negatív feszültséget kapcsolunk.
Így a p típusú rétegben lévő lyukak és az n típusú rétegben lévő elektronok a kiürülési réteg felé mozdulnak a taszító erő miatt, csökkentve ezzel a kiürülési tartomány vastagságát és csökkentve a potenciálgátat, ami a kiürülési tartomány miatt jött létre. Az előfeszítést (a feszültséget) növelve a kiürülési tartomány olyan vékonnyá válhat, hogy a töltéshordozók át tudnak menni rajta és így az összeállítás ellenállása nagyon lecsökken, megindul a töltésáramlás. (Ha az elektron átjut a kiürülési tartományon a p típusú rétegbe, akkor ott nem rekombinálódik, hanem eljut a feszültségforrásig.)

### Záróirányú előfeszítés
Záróirányú előfeszítésről akkor beszélünk, ha a p típusú részre negatív, az n típusú részre pedig pozitív feszültséget kapcsolunk.
Ilyenkor a p típusú tartomány töltéshordozói (lyukak) távolodnak a kiürülési rétegtől, hisz a negatív pólus vonzza őket, és hasonlóan távolodnak a kiürülési rétegtől az n típusú tartomány töltéshordozói (elektronok) is. Így megnövekszik a kiürülési tartomány vastagsága, illetve nő az átmenetnél fellépő potenciálgát, így jelentősen nő az összeállítás elektromos ellenállása. Ha az előfeszítés elér egy kritikus értéket, a p-n átmenet megszűnik (ezt a jelenséget letörésnek nevezik) és megindul a töltések áramlása.